# 特攻の島
『特攻の島』（とっこうのしま）は、佐藤秀峰による日本の漫画。太平洋戦争末期当時の回天特別攻撃隊を扱った作品で、芳文社『週刊漫画TIMES』にて、2004年から2017年12月22日号まで、不定期連載された。

## ストーリー

### 概要

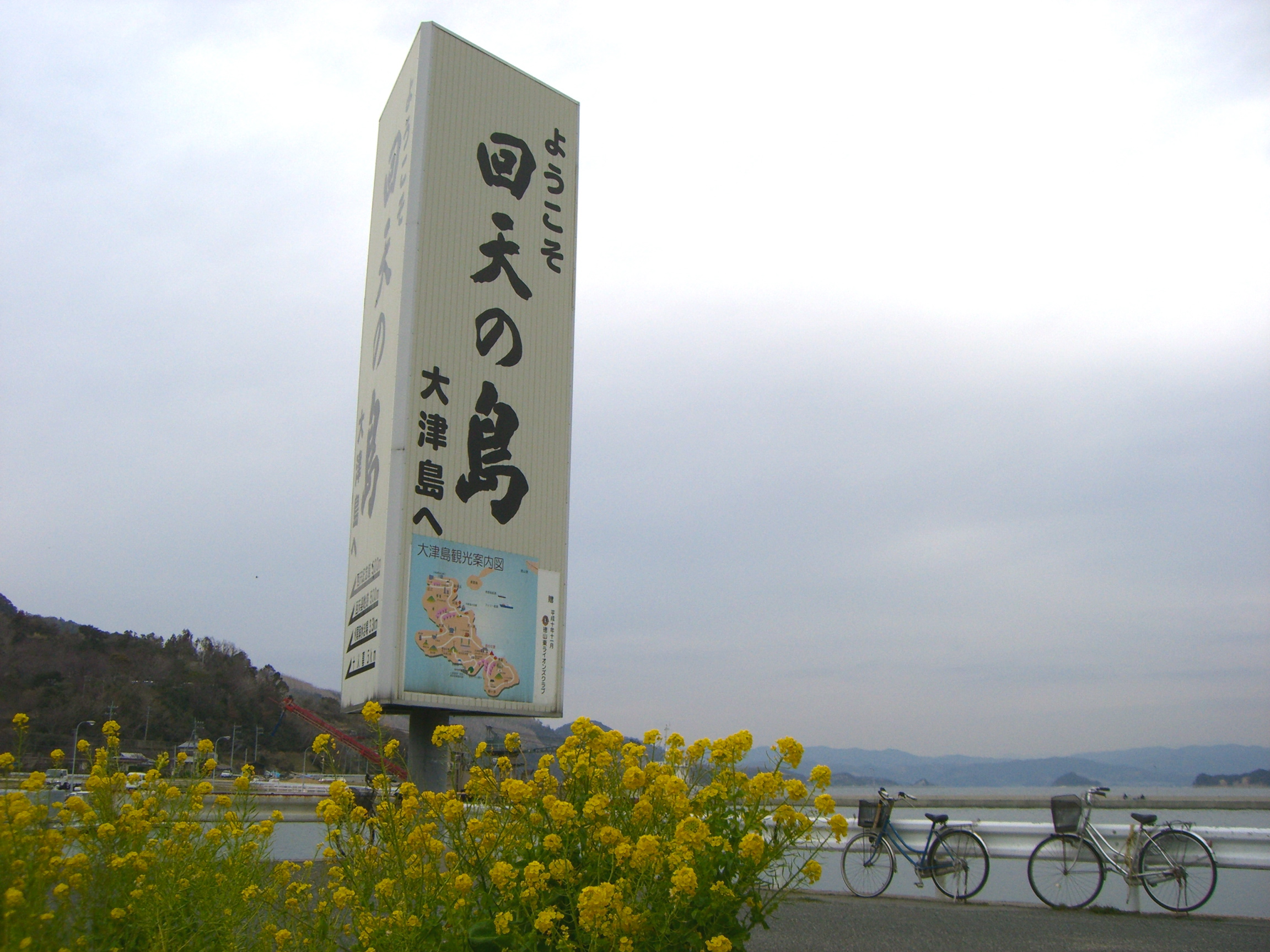
本作品の舞台になった大津島

福岡海軍航空隊であった渡辺裕三は、特殊兵器への希望調査に志願し、ある島(山口県大津島)に来た。そこで渡辺を待ち受けていたのは人間魚雷回天と、創案者の一人・仁科関夫海軍中尉であった。
日本人全員が殺されるかもしれないという戦時中の視点で、「国家」と「個人」のいずれが大切なのか、自分が守るべきものすら見つけられない若い主人公の目を通して、死を覚悟して戦うことと必死の手段を作戦に用いる意味の違いを問題提起している。

### 本編のあらすじ

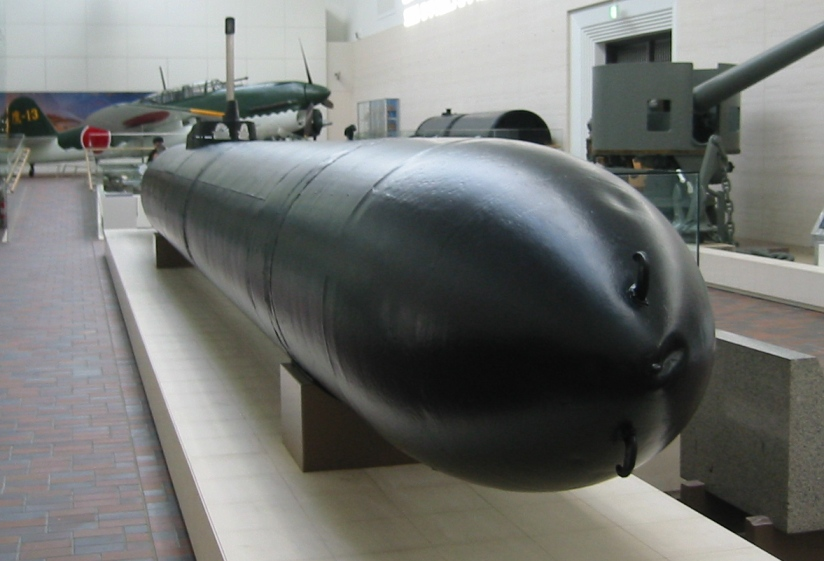
遊就館に展示されている回天一型改一

#### 大津島での訓練
昭和19年(1944年)9月に、福岡海軍航空隊の海軍飛行予科練習生(予科練)であった渡辺裕三と関口政夫は、特殊兵器の志願者の募集に応じ、選抜者の100名に選ばれる。渡辺と関口は山口県大津島の回天隊の基地に到着する。そこで、板倉少佐より案内され、人間魚雷回天の存在を初めて知ることになる。
渡辺は回天で死ぬことの意味が分からず、講義の後で、直接仁科中尉に質問する。それ以来、渡辺は何度も仁科中尉に疑問をぶつけて回天の意味を真剣に考える。基地着任2週間後に始まった、本格的な訓練の中で、仁科は改めて渡辺に回天に搭乗する意味を問う。渡辺は、仁科中尉から黒木大尉のことや仁科自身の気持ちを聞いて、ついに回天で死ぬことの意味を見出す。それ以降、渡辺は人が変わったように回天の訓練に没頭するようになる。

#### 菊水隊の作戦
10月25日の捷一号作戦で神風特別攻撃隊が航空機による特攻作戦を開始した。直後、連合艦隊司令長官より回天特別攻撃作戦命令が発動され、第15潜水隊のうちの3隻と回天12基が出撃することになる。そこで、仁科関夫中尉ら12名が最初の回天隊隊員に選抜される。

11月8日、仁科中尉ら12名は、菊水隊と命名され徳山港を出港する。11月20日に仁科中尉らが回天に搭乗し米国の艦船に攻撃をして戦死する。

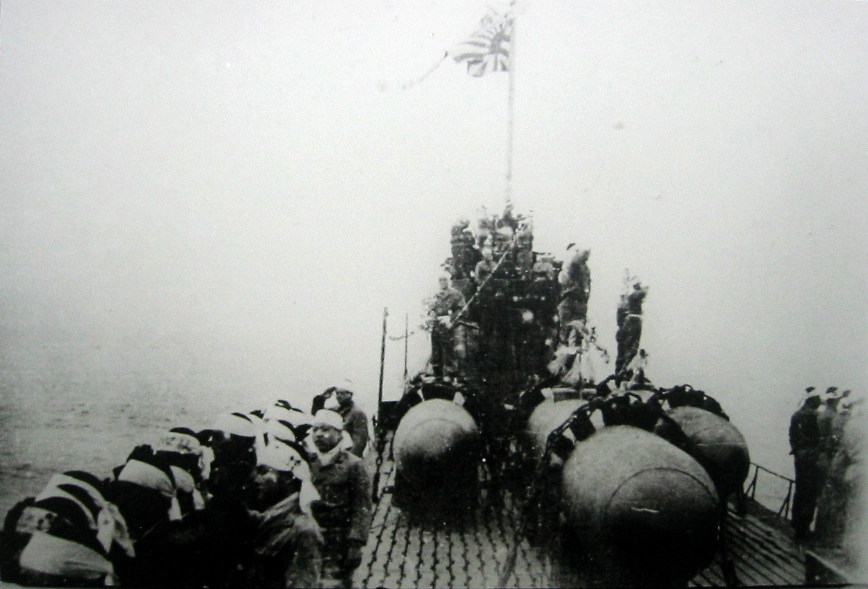
光基地から出撃する「天武隊」の伊47潜

#### 金剛隊の作戦
12月2日第六艦隊の作戦会議が行われ、第二回目の回天特別攻撃隊による泊地攻撃が開始される。金剛隊と命名され、渡辺二飛曹と関口二飛曹が搭乗員に任命される。渡辺たちはパラオ島コッソル水道を攻撃目標として、伊五三潜（豊増清八少佐艦長）に乗り組む。

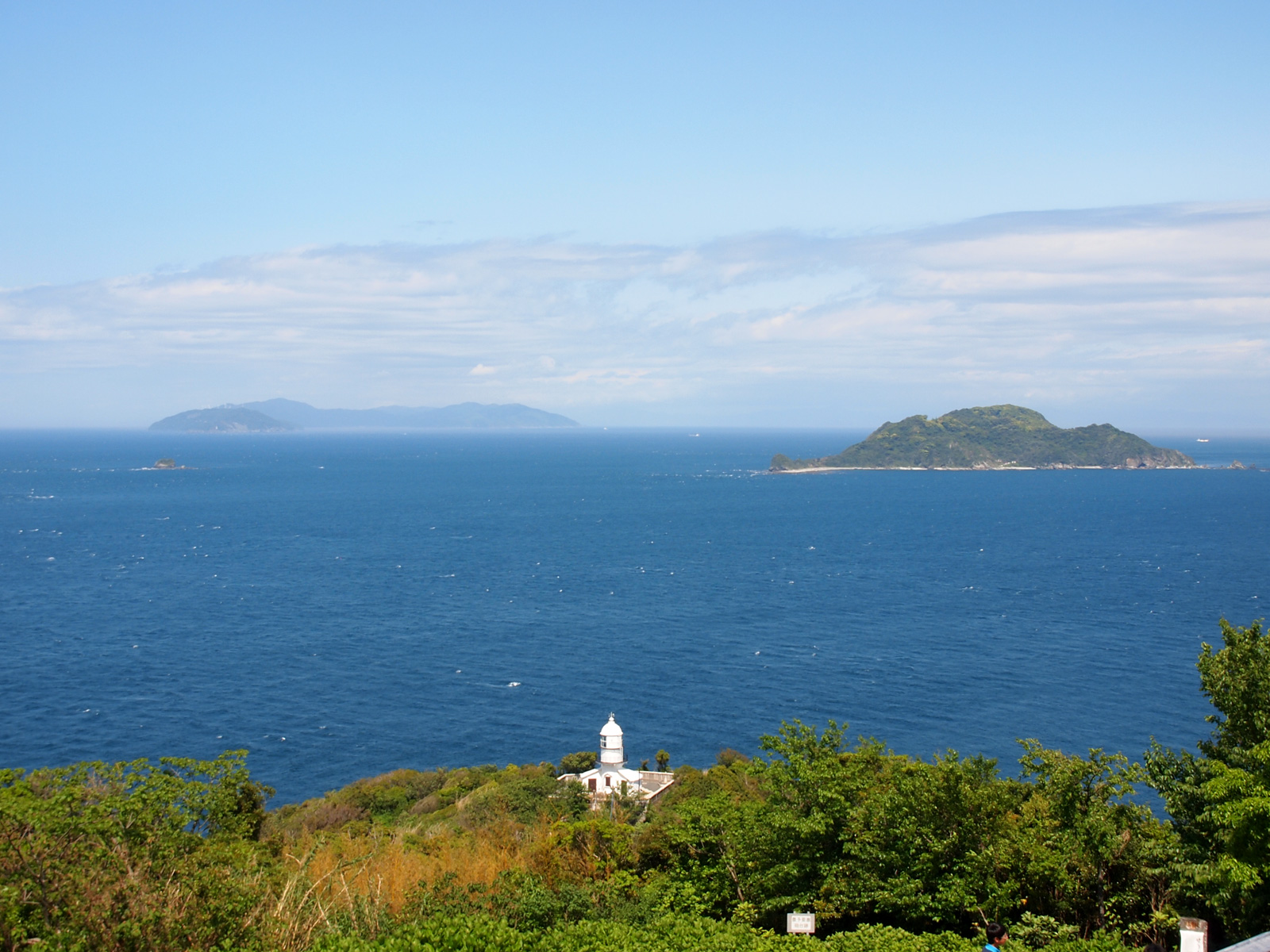
豊後水道

12月25日に渡辺たち回天特別攻撃隊金剛隊が出撃するが、豊後水道を出て間もなく、米軍機に発見され、米軍の駆逐艦から爆雷攻撃を受ける。関口は爆雷攻撃の衝撃で足に重傷を負う。しかし、自ら希望して回天に搭乗し、米軍の目を欺き伊五三潜を救う。関口艇は爆雷攻撃で撃沈される。
その後、爆雷攻撃でダメージを受けた伊五三潜は12月27日に種子島に入港して修理を行う。昭和20年1月4日に種子島で応急処置を終えた伊五三潜は、再び出港し作戦に就くために、1月15日攻撃目標のコッソル水道に到着する。
伊五三潜に同乗した、伊藤少尉、有森上等飛曹は回天で出撃し戦死する。しかし、渡辺は回天の故障で発進できず、ガスと海水により瀕死の重体を負い、九死に一生を得る。
作戦後、基地に戻った渡辺は板倉少佐に再度の出撃を懇願するが、後進の指導育成を任される。千早隊の研究会の時、上層部の将校より、金剛隊の生き残りが卑怯者と呼ばれ、渡辺は海に飛び込み自殺を企図するが助けられる。

#### 多門隊の作戦
昭和20年7月上旬、悪化した戦局を打開するために、洋上攻撃に切り替えた回天特別攻撃隊多門隊が編成される。渡辺は再び伊五三潜に回天隊として搭乗することになる。
7月24日、バシー海峡で豊増艦長の作戦で機雷を巻いて駆逐艦をおびき寄せる。駆逐艦が伊五三潜に爆雷攻撃をする。豊増艦長が米軍機の機銃掃射で負傷して指揮が不能になり、副長が代わって指揮を執る、勝山中尉が先におとりになり母艦を救い、渡辺に関口の仇を打つチャンスを与える。勝山艇が爆発した直後、渡辺が発進し米軍の駆逐艦オーバーヒルを撃沈する。

## 主な登場人物
渡辺裕三（わたなべ ゆうぞう）
二飛曹(架空の人物)、福岡海軍航空隊の予科練から志願した回天隊員。九州の炭鉱の町に貧しい家庭で生まれる、絵を愛好する少年。父親と兄が炭鉱で体をこわし、母親と渡辺が養豚業を営みつつ生計を立てる。渡辺は貧しさから抜け出すために予科練に志願する。入隊する前に母親から画帳をもらい、自画像などの絵を描くようになる。仁科関夫中尉との関わりのなかで回天で死ぬことの意味を見出す。1944年金剛隊で出撃するが、回天の故障で生還する。その後、回天隊の指導教官になる。しかし、戦局の悪化に伴い、板倉司令官より再びの出撃を命じられ、1945年7月24日多門隊の一員として戦死する。
関口政夫（せきぐち まさお）
二飛曹(架空の人物)、予科練から渡辺の同期だった。1944年12月に金剛隊の一員して選抜される。作戦のために伊五三潜が豊後水道を出た直後に米軍による爆雷攻撃を受ける。関口は足に重傷を負うが、唯一出撃可能な自分の回天に搭乗して出撃しおとりになり母艦を救う。その直後、爆雷に触れて戦死する。
板倉光馬(いたくら みつま)
海軍少佐(海兵第61期：実在人物)。第一特別基地隊参謀兼大津島分遣隊の隊長。回天隊水雷参謀兼指揮官。黒木博司中尉、仁科関夫少尉と共に回天隊を立ち上げる。厳しい人柄だが、隊員たちを家族のように愛するという一面も持っている。最後まで、回天隊として出撃することを願うがかなわず、終戦後に自殺を企図するが説得されて思いとどまる。渡辺のことも息子のように気にかけ、空襲にあった渡辺の実家のことも調べていた。戦後、渡辺の遺書を読んで涙する。
仁科関夫（にしな せきお）
海軍中尉(海兵第71期：実在の人物)、回天の発案者。質問を投げかける渡辺に目をかけるようになる。故黒木大尉の回天を見せてやったり、訓練中に納得いくまで問答を続けたりする。一緒の出撃を願う渡辺に対して、「お前は生きろ」という。出撃前の晩に、渡辺は仁科の肖像画を描く。回天特別攻撃隊菊水隊として出撃し、戦死する。
黒木博司(くろき ひろし)
海軍大尉(実在の人物)、仁科と共に回天の発案者、訓練中に事故死する。ストーリーではすでに殉職しており、回想シーンで登場する。
勝山淳（かつやま じゅん）
海軍中尉(海兵第73期：実在の人物)、伊五三潜から渡辺二飛曹と共に回天に搭乗し戦死する。
豊増清八（とよます せいはち）
海軍少佐(海兵第58期：実在の人物)、伊五三潜の艦長。

## 書誌情報
- 佐藤秀峰 『特攻の島』 芳文社〈芳文社コミックス〉、全9巻
  1. 2006年4月24日発売 ISBN 4-8322-3052-2
  2. 2011年1月14日発売 ISBN 978-4-8322-3232-7
  3. 2011年8月9日発売 ISBN 978-4-8322-3260-0
  4. 2012年3月14日発売 ISBN 978-4-8322-3286-0
  5. 2012年9月15日発売 ISBN 978-4-8322-3311-9
  6. 2013年11月16日発売 ISBN 978-4-8322-3380-5
  7. 2014年8月16日発売 ISBN 978-4-8322-3413-0
  8. 2015年11月16日発売 ISBN 978-4-8322-3477-2
  9. 2018年2月16日発売 ISBN 978-4-8322-3594-6